# Eleonore Benzinger-Wahlmann

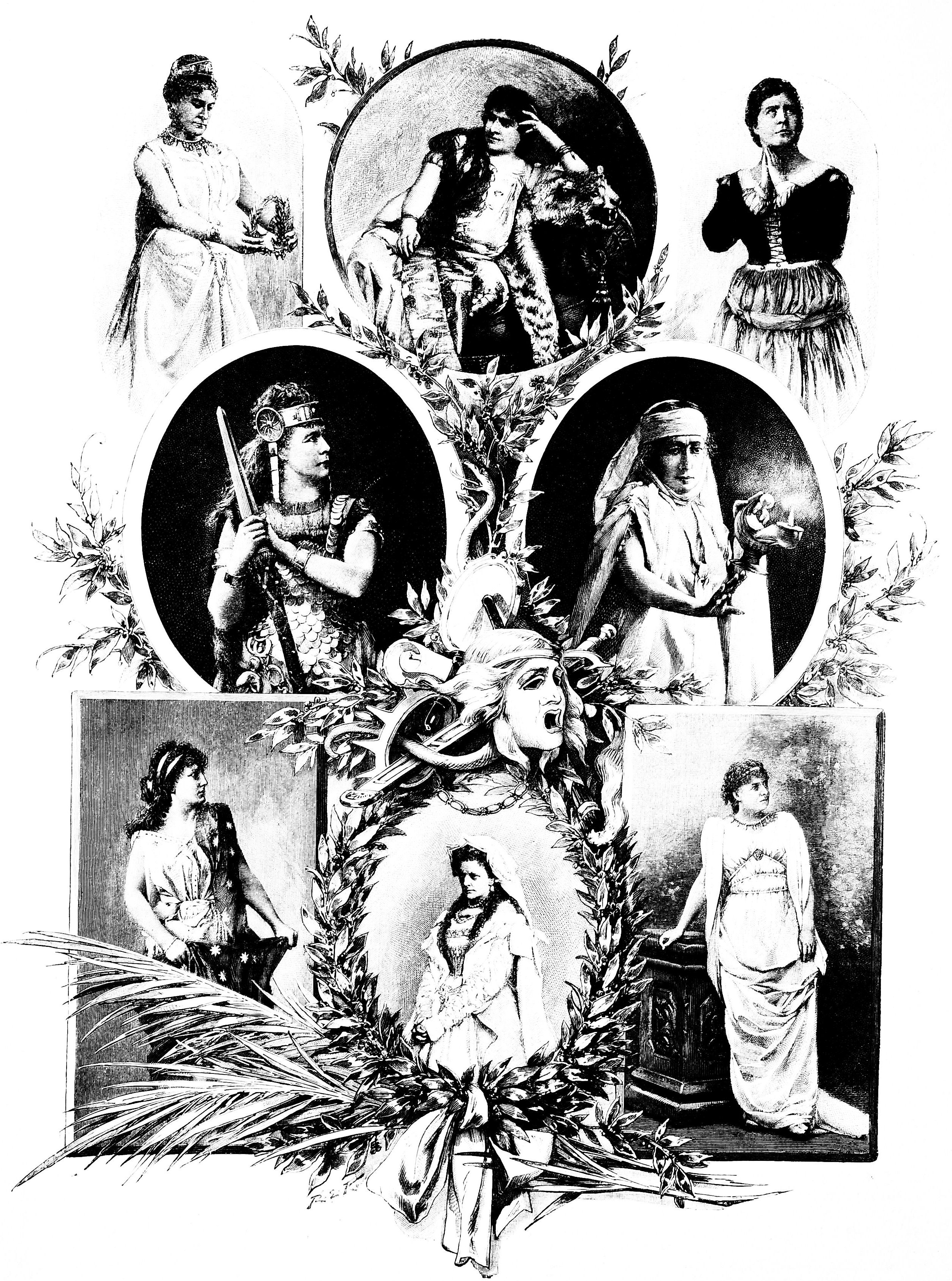
Eleonore Wahlmann als Sappho (Erste von oben links)

Eleonore Benzinger-Wahlmann (geborene Eleonore Wahlmann; * 11. April 1843 in Klagenfurt; † 18. Juli 1900 in Tübingen) war eine österreichische Kinderdarstellerin und Theaterschauspielerin.

## Leben
Benzinger-Wahlmann, die Tochter des Schauspielers Josef Wahlmann († 24. Januar 1879 in Hamburg) trat frühzeitig in Augsburg, Bamberg und Bern in Kinderrollen auf und erhielt, herangewachsen, seinerzeit von Emil Devrient, der ihr starkes Talent erkannte, dramatischen Unterricht.
Ihr erstes fixes Engagement fand sie, nachdem sie sich zuerst bei reisenden Truppen aufgehalten hatte, 1862 in Linz, dann war sie in Amsterdam, in Graz und am Thaliatheater in Hamburg schauspielerisch tätig, bis sie 1866 am 7. September als „Maria Stuart“ in den Verband der Stuttgarter Hofbühne trat. Im September 1868 feierte sie den 20. Jahrestag ihres Wirkens in Stuttgart.
1892 heiratete sie ihren 22 Jahre jüngeren Kollegen Ernst Benzinger.
Am 2. Februar 1900 trat sie gelegentlich eines Gastspiels der Agnes Sorma für eine verhinderte Kollegin in der Rolle der „alten Wittichen“ zum letzten Male auf.
Wenige Tage nachher kam eine schwere Geisteskrankheit, deren Keime sie schon lange in sich trug, zum Ausdruck: die Unglückliche wurde nach einem Selbstmordversuch aus den Fluten des Neckars gerettet und zuerst in die Privatirrenanstalt in Renneburg und später auf die psychiatrische Klinik nach Tübingen gebracht, woselbst sie der Tod am 18. Juli 1900 von ihrem unheilbaren Leiden erlöst.